# A/UX
A/UX (от англ. Apple Unix — «UNIX на компьютерах Apple») — UNIX-система, созданная корпорацией Apple для компьютеров Macintosh с платформой m68k. Была основана на UNIX System V версии 2.2 с некоторыми наработками из версий 3 и 4, а также BSD версий 4.2 и 4.3. Соответствовала стандартам POSIX и System V Interface Definition. Начиная с версии 2.0 имелась поддержка TCP/IP. Первая рабочая версия вышла в 1988 году, а последняя (3.1.1) — в 1995.